# Пауль Червет
Пауль Червет (нім. Paul Chervet; 20 жовтня 1941 — 16 липня 2015) — швейцарський боксер легшої ваги, олімпієць. Чотириразовий чемпіон Швейцарії з боксу (1959—1962).

## Життєпис
Народився у місті Берн.
Зайняття боксом розпочав у секції під керівництвом Чарлі Бюлера.
У 1959 році виграв свій перший чемпіонат Швейцарії з боксу у легшій вазі. Згодом ще тричі поспіль, у 1960, 1961 та 1962 роках, вигравав національну першість.
На літніх Олімпійських іграх 1960 року в Римі (Італія) виступав у змаганнях боксерів легшої ваги. У першому поєдинку переміг Кічу Пунфола (Таїланд), а у другому поступився Мірчі Добреску (Румунія).
У 1962 році перейшов до професійного боксу, де провів 28 боїв, у 24 з яких переміг. Завершив боксерську кар'єру у 1968 році.

## Родина
Троє братів Пауля Червета — Ернст, Фріц та Вальтер також були боксерами.